# Claire-Élisabeth Gravier de Vergennes
Claire-Élisabeth Gravier de Vergennes contessa di Rémusat (Parigi, 5 gennaio 1780 – Parigi, 16 dicembre 1821) è stata una scrittrice e nobile francese.

## Biografia
Nacque nella capitale francese durante la Rivoluzione francese. Quando aveva 14 anni, suo padre fu giustiziato tramite ghigliottina e lei fu educata dalla madre. Sedicenne, nel 1789 divenne contessa di Rémusat tramite il matrimonio con il conte Auguste Laurent, un alto funzionario del governo di Napoleone Bonaparte, ed entrò a corte diventando dama di compagnia dell'imperatrice Giuseppina nel 1802. Ebbe così modo di studiare da vicino la vita di corte del periodo napoleonico, che descrisse in un memoriale tra il 1802 e il 1808. Sarebbe rimasta nelle grazie dell'imperatore anche in seguito al divorzio da Giuseppina.
Durante i cento giorni (1815), per paura di ritorsioni, avrebbe bruciato i suoi manoscritti, salvo poi riscriverli dopo il 1818, in seguito alla rivalutazione della Rivoluzione da parte di Madame de Stael, in una versione spuria di riferimenti favorevoli nei confronti di Napoleone presumibilmente presenti nella prima stesura.
Non si dedicò solo alla scrittura diaristica: oltre a una nota corrispondenza, scrisse nel 1814 due romanzi (Les lettres espagnoles, ou un Ministre e Charles et Claire, ou la Flûte) e durante la Restaurazione un saggio pedagogico sull'istruzione femminile.
Morì a Parigi nel 1821, lasciando il figlio Charles François Marie (1797–1875).

## Accoglienza ed eredità culturale
In vita fu tenuta in considerazione per il suo intelletto e per la sua grazia e vantava Talleyrand tra i propri ammiratori. Il suo talento letterario venne alla ribalta solo in seguito alla sua morte, allorché suo figlio Charles e suo nipote pubblicarono postumi le sue memorie in tre volumi (Mémoires), le sue lettere (Lettres de M.me de R.) e l'Essai sur l'éducation des femmes, il quale ricevette un riconoscimento accademico.
Le sue opere autobiografiche offrono un interessante spaccato della vita durante il Primo Impero francese, in particolare della corte.

## Opere
- Les lettres espagnoles, ou un Ministre, Parigi, 1814
- Charles et Claire, ou la Flûte, Parigi, 1814.
- Essai sur l'éducation des femmes, 1824.
- Mémoires, 1879-80, 3 voll.
- Lettres de Madame de Rémusat, 1804-1814, Parigi, 1881, 2 voll.